# Valkyriors dom
Valkyriors dom är debut studioalbumet av det svenska vikingarockbandet Hel. Det släpptes 1999 av Ultima Thule Records. De fyra sista sångerna "Häxjakt", "Varg", "Mälare Strand" och "Is" är alla covers av låtar med samma namn från albumet Varg (1996) av Völund Smed.

## Låtlista
Alla låtar är skrivna och komponerade av Hel. 
| Nr           | Titel          | Längd |
| ------------ | -------------- | ----- |
| 1.           | Valkyriors Dom | 4:37  |
| 2.           | Eldsjäl        | 4:10  |
| 3.           | Förfall        | 4:10  |
| 4.           | Själaro        | 2:43  |
| 5.           | Gudars Lag     | 2:47  |
| 6.           | Hels Rike      | 4:19  |
| 7.           | Mörker         | 3:03  |
| 8.           | Den Feges Lögn | 4:41  |
| 9.           | Häxjakt        | 2:34  |
| 10.          | Varg           | 3:38  |
| 11.          | Mälare Strand  | 4:18  |
| 12.          | Is             | 3:44  |
| Total längd: | Total längd:   | 44:44 |

## Medverkande
Platser
- Inspelad i studion Studio Valhall, Nyköping

Musiker
- Stefan Johansson – Bass
- Pierre Karlsson – Trummor
- Esa Rosenström – Gitarr
- Malin Pettersson – sång
- Ulrika Pettersson – sång
- Thomas Krohn – Inspelning och mixning